# Bonnetia neblina
Bonnetia neblina är en tvåhjärtbladig växtart som beskrevs av Bassett Maguire. Bonnetia neblina ingår i släktet Bonnetia och familjen Bonnetiaceae. Inga underarter finns listade i Catalogue of Life.